# يوسف الرقيق
يوسف الرقيق فنان تشكيلي وممثل تونسي، ولد في مدينة المحرس بصفاقس بالجنوب التونسي، وتوفي في 13 مايو 2012 عن عمر ناهز 72 عاما بعد صراع مع المرض. ويعد الرقيق من أبرز الرسامين على الزجاج وهو مؤسس المهرجان الدولي للفنون التشكيلية بالمحرس سنة 1988. كما كان أستاذا للمسرح وأدار الفرقة المسرحية لبلدية صفاقس خلال السبعينات وقدم أول معرض تشكيلي له سنة 1978.

## وصلات خارجية
مدينة المحرس التونسية تستضيف على شاطئها تشكيليين في دورة جديدة لمهرجانها الدولي